# 2MASS 0939-2448
2MASS 0939-2448 (повне позначення 2MASS J09393548-2448279) — подвійна зоряна система із двох коричневих карликів T-типу, що знаходиться у сузір'ї Насос за 17,4 світлових років від Землі. 2MASS 0939-2448 відкритий на основі аналізу даних обстеження у рамках проекту 2MASS у 2005 році.

## Характеристика
Модельні розрахунки показують, що 2MASS 0939-2448 є системою з двох коричневих карликів з ефективними температурами близько 500—700 К і масою близько 25-40 мас Юпітера.